# Berlangas de Roa
Berlangas de Roa település Spanyolországban, Burgos tartományban. Berlangas de Roa Hoyales de Roa, Roa de Duero, Gumiel de Mercado és Haza községekkel határos. Lakosainak száma 203 fő (2024).

## Népesség
A település lakosságának változását az alábbi diagram mutatja:
| Lakosok száma | 258  | 226  | 222  | 202  | 199  | 179  | 192  | 184  | 180  | 203  |
|               | 2001 | 2004 | 2006 | 2009 | 2011 | 2014 | 2016 | 2019 | 2021 | 2024 |